# Pedro Munhoz
Pedro Henrique Lopes Munhoz, född 7 september 1986 i São Paulo, är en brasiliansk MMA-utövare som sedan 2014 tävlar i organisationen Ultimate Fighting Championship.